# Taneti Maamau
Taneti Maamau (* 16. září 1960 Gilbertovy ostrovy) je kiribatský politik a 5. prezident Kiribati.

## Biografie
Od roku 1979 pracoval jako úředník pro ministerstvo financí. Maamau vstoupil do politiky v roce 2007, kdy byl zvolen poslancem za ostrov Onotoa. V roce 2011 a v roce 2015 byl znovu zvolen poslancem.
Při prezidentských volbách konaných 9. března 2016 byl jeden ze tří kandidátu. Byl podporován novou politickou stranou Tobwaan Kiribati a také dostal podporu od bývalého prezidenta Teburora Tita. Získal 59,96 % hlasů a do funkce prezidenta nastoupil 11. března 2016.
Druhé funkční období získal, když vyhrál prezidentské volby 22. června 2020 s 59,3 % hlasů. Ve volbách konaných dne 25. října 2024 byl zvolen na třetí funkční období.